# Pomyśl dobrze
Pomyśl dobrze – drugi, najnowszy album Krakowskiej Grupy Bluesowej.

## Lista utworów
1. "Kochanie stop!" - 4:46
2. "Bar" - 3:32
3. "Pies przeznaczenia" - 2:26
4. "Park (im. Sergiusza Jesienina)" - 6:22
5. "Zapomniana dziewczyna" - 3:00
6. "Blues o ostatnim pociągu i zamkniętej linii kolejowej (Maszynista)" - 4:02
7. "Pomyśl dobrze" - 3:51
8. "Jak zwał, tak zwał" - 4:00
9. "Kobieta wąż" - 4:10
10. "Lepiej nie mów nic" - 5:49
11. "Jak Albert Collins" - 4:43

## Autorzy
- Artur Bazior - gitara, śpiew
- Paweł Małysiak - gitara, śpiew
- Bartosz Bętkowski - saksofon tenorowy, saksofon barytonowy, flet
- Tomasz Suchowiejko - saksofon altowy, saksofon sopranowy, śpiew
- Leszek Kowal - gitara basowa
- Jerzy Walasek - perkusja
- gościnnie Sławomir Wierzcholski - harmonijka ustna w utworze 8

## Dodatkowe informacje
- Producent: Krakowska Grupa Bluesowa
- Producent wykonawczy: Sema-Print
- Realizacja i miksowanie: Dariusz Grela
- Mastering: Grzegorz Piwkowski
- Projekt graficzny: Karolina Mitka
- Zdjęcia: Andrzej Dobranowski